# Room 8
Класс 8 (англ. Room 8; 2 марта 1947, Эхо-Парк, Лос-Анджелес, Калифорния — 13 августа 1968, Голливуд) — кот, проникший в аудиторию 8 начальной школы в Эхо-Парке осенью 1952 года. Проживал в школе на протяжении всего учебного года, однако летом пропадал и возвращался лишь осенью. Так продолжалось вплоть до середины 1960-х годов.
В начале каждого учебного года в школу приезжали журналисты, ожидавшие возвращения кота. Класс 8 стал знаменитым и получал до 100 писем в день, адресованных ему. Вскоре он был показан в документальном фильме «Большая кошка, маленькая кошка» (англ. Big Cat, Little Cat) и детской книге «Кот по имени Комната 8» (англ. A Cat Called Room 8). В ноябре 1962 года журнал Look опубликовал трёхстраничную статью с фотографиями Ричарда Хьюитта под названием «Комната 8: Школьный кот». Гитарист Лео Коттке написал композицию под названием «Room 8», которая была включена в его альбом Mudlark 1971 года.
13 августа 1968 года Класс 8 был ранен в драке с другим котом и заболел пневмонией. Одна из семей, живших неподалёку от школы, вызвалась приютить его. Школьный уборщик находил кота в конце учебного дня и переносил через улицу.
Некролог кота в Los Angeles Times соперничал с некрологом крупных политических деятелей. Кот был настолько знаменит, что упоминался в районных газетах далеко за пределами округа Лос-Анджелес, например, в Хартфорде (штат Коннектикут). Ученики школы собрали средства для надгробного памятника коту. Класс 8 похоронен в Лос-Анджелесском мемориальном парке домашних животных в Калабасасе, штат Калифорния.
На стене начальной школы Elysian Heights висит мемориальная табличка, где упомянут кот. Учителя традиционно читают книгу о нём всем новоприбывшим ученикам. Отпечатки лап Класса 8 увековечены в цементе на тротуаре за пределами школы. В 1972 году был основан приют для кошек «The Room 8 Memorial Foundation», названный так в честь знаменитого кота.